# Жегляне
Жегляне или Жегляни (или Жегняне/Жегняни, на македонска литературна норма: Жегљане) е село в Северна Македония, в община Старо Нагоричане.

## География
Селото е разположено в областта Средорек.

## История
Църквата „Свети Георги“ е от края на XVI – началото на XVII век.
В края на XIX век Жегляне е малко българско село в Кумановска каза на Османската империя. Според статистиката на Васил Кънчов („Македония. Етнография и статистика“) от 1900 г. Жегнян е населявано от 315 жители българи християни.
Цялото християнско население на селото е под върховенството на Българската екзархия. По данни на секретаря на екзархията Димитър Мишев („La Macédoine et sa Population Chrétienne“) в 1905 година в Жегнани има 368 българи екзархисти и 18 цигани. В селото функиционира българско училище Според секретен доклад на българското консулство в Скопие всичките 50 къщи в селото през 1904 година под натиска на сръбската пропаганда в Македония признават Цариградската патриаршия.
В учебната 1907/1908 година според Йован Хадживасилевич в селото има патриаршистко училище.
При избухването на Балканската война 1 човек от Жегняни е доброволец в Македоно-одринското опълчение.
На 16 април 1940 година в селото е открита поща.
По време на българското управление във Вардарска Македония в годините на Втората световна война, Атанас П. Божиков от Кьойлия е български кмет на Жегляне от 17 септември 1941 година до 31 март 1942 година. След това кметове са Петър А. Градишки от Градище (5 юни 1942 - 2 април 1943) и Антон Костов Антонов от Скопие (13 май 1943 - 9 септември 1944).
Според преброяването от 2002 година селото има 86 жители, всички северномакедонци.

## Личности
Родени в Жегляне
- Стоимен Ангелов, македоно-одрински опълченец, 4 рота на 5 одринска дружина[10]